# Partido Socialista Proletário do Brasil
O Partido Socialista Proletário do Brasil foi um partido reformista criado em agosto de 1934 e extinto com o Estado Novo.

## Histórico
No dia 4 de agosto de 1934, durante os trabalhos da Assembleia Constituinte, alguns deputados classistas (representantes de diversas categorias profissionais organizadas), organizaram o Partido Socialista Proletário do Brasil (PSPB), que se expressava pelo jornal Trabalho. Teve um importante papel nas tentativas de formação de coligações eleitorais e sindicais neste segundo semestre de 1934.
Já 2 dias depois, em 6 de agosto, A Platea publicou a proposta do recém-criado Partido Socialista Proletário do Brasil (PSPB), feita à LCI, ao PSB, ao Partido Trabalhista do Brasil (PTB) e ao PCB, de formação de uma “Frente Única Proletária” no Distrito Federal e no Estado do Rio de Janeiro. Antes que o mês acabasse, A Platea publicou, no dia 28, programa da Coligação das Esquerdas formada pela Coligação dos Sindicatos Proletários, a LCI e o Partido Socialista para concorrer às eleições em São Paulo .
Em seu manifesto-programa, o PSPB afirmava que embora o mundo atravesse uma fase histórica mais que madura para o socialismo, pois o capitalismo já apodrece em seus próprios alicerces, não podemos dizer que a tarefa imediata que temos a realizar em nosso país seja a conquista do poder pelo proletariado. (...) O que se faz preciso (...), no momento, é a organização sindical e política do proletariado, a conquista e a defesa das liberdades democráticas negadas ou ameaçadas pela reação burguesa e a luta pelas reivindicações mínimas e vitais das massas trabalhadoras de todo o país .
Nos discursos o PSPB argumentava que poderia ser capaz de superar a desorganização do proletariado e de unificá-lo nas lutas. Mas sua atuação se voltou mais para a Assembleia Constituinte discutindo a matéria a ser votada na Constituinte, apresentação de emendas, sugestões, debates na Plenária. Com o fim da Constituinte o partido praticamente deixa de existir, sendo definitivamente fechado com o Estado Novo .
Os principais dirigentes eram o jornalista Plínio Gomes de Mello o gráfico da Paraíba Vasco de Toledo, o metalúrgico do Paraná Waldemar Rikdal, João Vitaca, Sabbatino José Casini, Euclides Vieira Sampaio, Orlando Ramos, Carlos Nogueira Branco e Almerinda Farias Gama. Após a Constituinte alguns elementos continuam líderes sindicais e voltam para seus estados .